# Chronica Adefonsi Imperatoris
A Chronica Adefonsi Imperatoris ("Crônica do imperador Afonso"), escrita em latim por um autor anônimo em meados do século XII, relata os fatos do reinado de Afonso VII de Leão e Castela (1126-57), chamado O Imperador. É uma crónica cortesã, pois centra a sua atenção nos acontecimentos da corte real, embora contenha também abundante informação sobre outros fatos da época. Junto com a Crônica najerense, a Crônica silense e a Historia Compostelana, é um dos anais mais importantes para o conhecimento da história da Alta Idade Média hispânica.
Alberga também um texto de interesse literário, o Poema de Almeria, um poema épico em latim escrito entre 1147 e 1149 que alude, entre outros guerreiros destacados da sua época, a El Cid e a Álvar Fáñez:
| “ | Ipse Rodericus, Meo Cidi saepe vocatus de quo cantatur quod ab hostibus haud superatur qui domuit Mauros, comites domuit quoque nostros, hunc extollebat, se laude minore ferebat. Sed fateor verum, quod tollet nulla dierum: Meo Cidi primus fuit Alvarus atque secundus. | ” |